# Wojciech Myć
Wojciech Myć (ur. 11 listopada 1989) – polski sędzia piłkarski z grupy Top-Amator A, reprezentujący Lubelski Związek Piłki Nożnej w okręgu Lublin. Od 2017 sędzia ekstraklasowy, od 2025 sędzia międzynarodowy.

## Życiorys
Wojciech Myć urodził się 11 listopada 1989. W trakcie studiów (do 2014) był futsalistą, po ukończeniu studiów pracował również jako trener personalny. 11 grudnia 2016 ogłoszony został jego awans do grupy Top-Amator B.
W wieku 28 lat sędziował spotkanie ½ finału Pucharu Polski między Arką Gdynia a Wigrami Suwałki, które miało miejsce 4 kwietnia 2017, a które zakończyło się wynikiem 2:4. Podczas spotkania sędzia pokazał łącznie 4 żółte kartki. Dwa miesiące po tym meczu, 4 czerwca sędziował swój pierwszy mecz w Ekstraklasie, spotkanie między Pogonią Szczecin a Koroną Kielce, zakończone wynikiem 3:0. Podczas meczu pokazał łącznie 3 żółte kartki. Jego szybki awans wzbudził kontrowersje w prasie.
W kolejnym sezonie sędziował I ligę, choć przydzielono mu pod koniec sezonu jeden mecz ekstraklasowy: spotkanie między Arką Gdynia a Śląskiem Wrocław w 37. kolejce Ekstraklasy. W sezonie tym był on również arbitrem 1/16 finału Pucharu Polski oraz 1/8 finału (między Podbeskidziem Bielsko-Biała a Arką Gdynia, podczas którego pokazał łącznie 11 żółtych kartek). W sezonie następnym otrzymał łącznie 16 meczów Ekstraklasy.
9 października 2020 Myć był arbitrem meczu o Superpuchar Polski, rozegranego między Legią Warszawa a Cracovią, który po bezbramkowym remisie rozstrzygnięty został po konkursie rzutów karnych.
W sezonie 2024/2025 sędziował łącznie 22 mecze Ekstraklasy. Był on również arbitrem ¼ finału Pucharu Polski, rozegranego 26 lutego 2025 między Pogonią Szczecin a Piastem Gliwice, który zakończył się dwubramkową wygraną Pogoni po dogrywce. W 2025 był arbitrem finału baraży o Ekstraklasę, który odbył się 1 czerwca 2025 między Wisłą Płock a Miedzią Legnica, a który zakończył się wynikiem 2:1.
W 2022 lub 2023 wziął udział w odcinku 3. sezonu II programu „Sędziowie”.
Pracuje w Służbie Ochrony Państwa, posiada stopień podporucznika. Sędzia posiadał uprawnienia instruktora kulturystyki, pracując w tymże zawodzie. Jest członkiem drużyny Służby Ochrony Państwa w piłce nożnej.

### Kariera międzynarodowa
16 listopada 2023 był sędzią technicznym podczas spotkania eliminacji do Mistrzostw Europy między reprezentacją Bułgarii a reprezentacją Węgier (2:2). 15 października 2024 był sędzią technicznym podczas meczu Ligi Narodów UEFA między reprezentacją Hiszpanii a reprezentacją Serbii (3:0). 11 grudnia 2024 ogłoszono, iż Myć od następnego roku wpisany zostanie na listę arbitrów międzynarodowych FIFA.
W marcu 2025 sędziował dwa mecze reprezentacji młodzieżowych U-17 podczas eliminacji do Mistrzostw Europy U-17 2025: 7 marca sędziował mecz między reprezentacją Cypru U-17 a reprezentacją Mołdawii U-17, a 13 marca 2025 był rozjemcą spotkania między Andorą U-17 a Mołdawią U-17 (1:0).